# Ancée (Pleuron)
Pour les articles homonymes, voir Ancée.
Dans la mythologie grecque, Ancée (en grec ancien Ἀγκαῖος / Ankaĩos) est un lutteur originaire de Pleuron, vaincu par Nestor.

## Étymologie
Le nom « Ἀγκαῖος / Ankaĩos », déjà étudié par Eustathe de Thessalonique, semble lié à la force et l'habileté d'Ancée ainsi qu'à celles d'un de ses homonymes, le fils de Lycurgue. Il est rapproché de la racine indo-européenne « *ang- », correspondant aux noms grecs « ὀγκή / onkḗ » (« articulation ») et « ἀγκάς / ankás » (« bras »), ainsi qu'au thème « ἀγκ- / ank- », qui se retrouve dans de nombreux mots liés à la courbure. Le lien avec « ἄγκος / ánkos (« vallée ») est moins plausible.

## Mythe
Ancée est un héros originaire de la ville de Pleuron, en Étolie,.
Il est vaincu par Nestor au cours de jeux funéraires en l'honneur d'Amaryncée (en),. D'après Quintus de Smyrne dans la Suite d'Homère, le souvenir de cette défaite pousse Ancée à abandonner un second combat contre Nestor, ce qui correspond à une pratique de certains athlètes antiques, qui souhaitent éviter l'humiliation devant la supériorité de leur adversaire.

### Sources antiques
- Homère, Iliade [détail des éditions] [lire en ligne], XXIII, 635.
- Quintus de Smyrne, Suite d'Homère [détail des éditions] [lire en ligne], IV, 311-319.